# لوران نويل
لوران نويل هو كاهن كاثوليكي كندي، ولد في 19 مارس 1920 في سان جوست دي بريتنييه ‏ في كندا.